# Ichneumon fuliginosus
Ichneumon fuliginosus är en stekelart som beskrevs av Gmelin 1790. Ichneumon fuliginosus ingår i släktet Ichneumon och familjen brokparasitsteklar. Inga underarter finns listade i Catalogue of Life.